# Франц Хайнрих Кемерер фон Вормс
Франц Хайнрих Кемерер фон Вормс/Франц Хайнрих фон Далберг (на немски: Franz Heinrich Kämmerer von Worms Freiherr von Dalberg; Franz Heinrich von Dalberg; * 8 февруари 1716, Хернсхайм (Вормс) или в Хайделберг; † 9 декември 1776, замък Фридберг, погребан в Хернщайн при Вормс) е немски благородник, „кемерер“, господар на Вормс в Рейнланд-Пфалц, фрайхер на Далберг при Бад Кройцнах и бургграф на замък Фридберг в Хесен.

## Биография
Той е син на Волф Еберхард Кемерер фон Вормс (1679 – 1737), фрайхер на Далберг, и съпругата му фрайин Мария Анна фон Грайфенклау цу Фолрадс (1695 – 1768), дъщеря на фрайхер Йохан Ервайн фон Грайфенклау цу Фолрадс (1663 – 1727), бургграф на Фридберг, и фрайин Анна Лиоба фон Зикинген-Зикинген (1666 – 1704).
При коронизацията на император Франц I 1745 г. във Франкфурт на Майн Франц Хайнрих фон Далберг става рицар.
През 1739 г. той става бургман , 1755 г. бургграф на замък Фридберг. Франц Хайнрих е от февруари 1743 до май 1744 г. интендант на дворцовата музика в двора на Курфюрство Майнц. След това той е оберамтман в Опенхайм. Освен това той е таен съветник на Курфюрство Майнц и Курфюрство Трир и щатхалтер във Вормс.

## Фамилия
Франц Хайнрих Кемерер фон Вормс се жени на 19 март 1743 г. за графиня Мария София Анна фон и цу Елтц-Кемпених, нар. Фауст фон Щромберг (* 5 октомври 1722; † 30 септември 1763, Майнц), дъщеря на граф Карл Антон Ернст Дамиан Хайнрих фон и цу Елтц-Кемпених (1671 – 1736) и фрайин Хелена Катарина, Фреиин Вамболт фон Умщат (1680 – 1763). Те имат 12 деца:
- Карл Антон Теодор Мария Кемерер фон Вормс-Далберг (* 8 февруари 1744, Хернхайм; † 10 февруари 1817, Регенсбург, погребан в катедралата Регенсбург), архиепископ и курфюрст на Майнц
- Мария Анна Хелена Йозефа Кемерер фон Вормс, фрайин фон Далберг (* 31 март 1745, Майнц; † 10 юли 1804, Франкфурт на Майн), омъжена на 16 септември 1765 г. в Майнц за граф Франц Карл фон дер Лайен-Хоенгеролдсек (* 26 август 1736, Кобленц; † 26 септември 1775, Близкастел); след смъртта му тя е регентка на Близкастел (1775 – 1793); родители на:
  - Филип фон дер Лайен (1766 – 1829), 1. княз на Лейен-Хоенгеролдсек
- Луиза Мария Анна Фердинанда Кемерер фон Вормс-Далберг (* 30 май 1746; † 3 октомври 1746)
- София Шарлота Хенрика Кемерер фон Вормс-Далберг (* 6 юни 1747; † 20 април 1748)
- Мария Елизабет Анна Лиоба Филипина Кемерер фон Вормс-Далберг (* 22 юни 1748; † 9 декември 1750)
- Волфганг Хериберт Кемерер фон Вормс-Далберг (* 18 ноември 1750, Майнц; † 28 септември 1806, Хернсхайм), държавен министър, женен на 15 август 1771 г. за фрайин Мария Елизабет Августа Улнер фон Дипург (* 17 юни 1751); родители на:
  - Емерих Йозеф фон Далберг (1773 – 1833), херцог на Далберг
- Филипина Мария Анна Фридерика Каролина Кемерер фон Вормс-Далберг (* 11 август 1754; † 26 ноември 1754)
- Мария Анна Фридерика Валбургис Кемерер фон Вормс-Далберг (* 11 август 1755; † 16 февруари 1757)
- Антонета Франциска Мария Кемерер фон Вормс-Далберг (* 11 юли 1757; † сл. 27 юли 1812), от 1781 канонистка в „Св. Мария им Капитол“ в Кьолн
- Йохан Фридрих Хуго Непомук Екберт Кемерер фон Вормс-Далберг (* 17 май 1760, Майнц; † 26 юли 1812, Ашафенбург), домхер в Трир, Шпайер и Вормс, музикален писател и композитор
- Франц Карл Фридрих Екберт Кемерер фон Вормс-Далберг (* пр. 21 март 1751, Майнц; † 1781), домхер в Майнц
- Мария Йохана Франциска Хиацинта Валбургис Кемерер фон Вормс-Далберг (* пр. 17 август 1761, Майнц; † 8 януари 1762, Майнц)

## Галерия
- Замъкът Далберг през 16 век
- Замъкът Фридберг